# La Guerre de la bière
Pour plus de détails, voir Fiche technique et Distribution.
La Guerre de la bière est un film allemand réalisé par Herbert Achternbusch et sorti en 1977.

## Fiche technique
- Titre : La Guerre de la bière
- Titre original : Bierkampf
- Réalisation : Herbert Achternbusch
- Scénario : Herbert Achternbusch
- Photographie : Jörg Schmidt-Reitwein
- Son : Peter van Anft
- Montage : Christine Leyrer
- Sociétés de production : Herbert Achternbusch Filmproduktion - Zweites Deutsches Fernsehen
- Pays de production :  Allemagne de l'Ouest
- Durée : 85 minutes
- Date de sortie : Allemagne de l'Ouest - 4 mars 1977[1]

## Distribution
- Herbert Achternbusch
- Annamirl Bierbichler
- Josef Bierbichler
- Margarethe von Trotta

## Sélection
- Festival international du film de Rotterdam 1977[2]